# Sobolówka (rejon tepłycki)
Sobolówka (ukr. Соболівка) – wieś na Ukrainie w rejonie tepłyckim obwodu winnickiego.

## Historia
Pod rozbiorami siedziba gminy Sobolówka w powiecie hajsyńskim guberni podolskiej.
Podczas okupacji hitlerowskiej, we wrześniu 1941 roku Niemcy utworzyli getto dla żydowskich mieszkańców. Przebywało w nim około 700 osób. 27 maja 1942 roku Niemcy zlikwidowali getto, a Żydów zamordowali. 